# Seeding of a Ghost
Seeding of a Ghost (種鬼) est un film hongkongais réalisé par Yang Chuan, sorti en 1983.

## Synopsis
Après la mort accidentelle d’une jeune femme adultère avec laquelle ils venaient d’entretenir une relation courte et agitée sur les plans psychologique et physique, deux jeunes hongkongais adeptes de la conduite sportive doivent affronter les maléfices suscités par un sorcier à la solde du mari cocu, pratiquant le rite de magie noire éponyme baptisé « l’Engrossement du Fantôme ».

## Fiche technique
- Titre : Seeding of a Ghost
- Réalisation : Yang Chuan
- Scénario : Lam Yi-Hung
- Pays d'origine :  Hong Kong
- Format : couleurs - 2,35:1 - mono - 35 mm
- Genre : romance, surnaturel
- Date de sortie : 29 décembre 1983

## Distribution
- Hung San-Nam : un jeune homme amateur de voitures de sport italiennes
- Yuen Chi-Wai : Irene Chow, une jeune croupière adultère
- Norman Chu : Anthony Fong, un jeune homme amateur de casinos, amant d'Irène
- en:Phillip Ko Fei : un mari cocu et revanchard
- Wai Ka-Man : l'épouse cocue d'Anthony Fong
- Ou-Yang Sha-fei : une invitée d'une soirée mouvementée
- Yee Muk Kwan San : un sorcier